# 堀口茉純
堀口 茉純（ほりぐち ますみ、1983年6月11日 - ）は、日本の女優、タレント、作家、YouTuber。愛称はほーりー。東京都足立区出身。ファンシーフリー → アップフロントグループ系列ジャストプロ → 現在はカレーラに所属。

## 略歴
- 1983年6月11日、東京都足立区にて出生。
- 幼少時より時代劇に親しみ、小学校4年の時（1993年4月から1994年3月）に司馬遼太郎の著書で沖田総司に対して、初めて恋をした[2]。テレビでも水戸黄門やNHKの大河ドラマをよく観ていた[3]。小学生時代から高校生時代まで部活はとずっと演劇部で、自分も時代劇の世界に入りたいと思ったのが演劇を始めたきっかけ[3]。
- 山脇学園中学校・高等学校を経て明治大学文学部演劇学専攻卒業。文学座付属研究所（45期生）出身。
- 2007年、テレビ朝日火曜時代劇『八州廻り桑山十兵衛〜捕物控ぶらり旅』（女郎 ちせ役）でTV及び時代劇役者としてデビュー。
- 2008年11月、江戸文化歴史検定1級に史上最年少の25歳で合格。ちなみに受験者861名に対し、合格者は41名（合格率5.0%）の難関だった[4]。これを機に、お江戸ルと自称する。
- 2009年4月喜劇『耳かきお蝶』で舞台デビュー。
- 2010年11月（〜2019年）アミューズミュージアム内のイベント、UKIYOEナイトに出演。江戸文化に対する深い造詣と、浮世絵に対する独特の視点、テーマにまつわる時代小説の朗読が評判となる。
- 2011年4月 YouTubeチャンネル〝ほーりーとお江戸いいね〟開設[5]。
- 2011年9月『TOKUGAWA15〜徳川将軍15人の歴史がDEEPにわかる本〜』で作家デビュー。歴史本としては異例のロングセラーヒット作となり、新進の歴史作家としても注目される。なお、同作品が2013年舞台化された際は堀口本人が監修し出演を果たした。
- 出版の際には連動企画としてTOKUGAWA15判定、新選組HOT18判定などの歴史上の人物の性格判定アプリをリリース。いずれも大ヒットし話題となる。

以後、テレビ・ラジオ・雑誌などのメディアに留まらず、全国で講演活動をこなして江戸文化の紹介・啓蒙活動を行っている。多数の大学、企業セミナー等での講師として招聘されている。
また、不定期で町あるき史跡散策ガイドを行っており、歴史をテーマにしたロケ番組に解説役兼リポーターとして出演することも多い。
元々タレントをしていて歴史好きを売りにしているのではなく、歴史を探求していたらタレント業もするようになっていたという希有な存在。
アニメ・漫画にも造詣が深く、モア東京ボーカル教室でボイストレーニングを受けておりアニメソングの歌唱力が大変高い。

## 人物
- メディアに出演する時のファッションは、ほぼ和服である（ただし、ラジオなどでは洋服で出た事もある）。
- 特技は殺陣（尾形伸之介に師事）、日本舞踊（若柳流）。
- 資格は江戸文化歴史検定（1級、ガイド資格も有り）の他に、実用英語技能検定2級、中国語検定3級、ドラえもん検定博士号を保持している。
- ラジオなどでは江戸時代以外の歴史知識も披露することが多い。『鷹の爪団の世界征服ラヂヲ』に出演した際に一番好きな時代は縄文時代。江戸時代は元々知識が少なかったが時代劇出演の際に役作りの為に調べたら異様に詳しくなっており、気がついたら江戸検定1級をとっていたと発言した。
- 本人のイメージ通り、中学・高校時代の成績で歴史のみ「5」だったという[2]。
- 重度の二次元オタクで著書の挿絵は本人が描いている。
- アニメイベントのMCなどは和装コスプレ（アニメのキャラクターが和装をしたらというコンセプト）で行っていた。海外配信サイトでも和装コスプレイヤーとして紹介されている。
- オール讀物総力特集城号では好きな城の筆頭に津和野城を挙げるなど城マニアとしても知られる。『クイズ_100人力』にお城超人として出演した際には自身が「石垣萌え」属性であると絶叫した。
- 『DJ日本史』奈良公開収録にて、元々は考古学者を志望しており古代史と古墳好きであることがことが判明。NHK総合、ミステリアス古墳スペシャルには墳活女子（古墳が好きな女性タレント）としてゲスト出演している。
- 雑誌フライデー7月8日号有名人のもう一つの素顔“私、マニアです”において小学生のころからのガンダムマニアとして紹介され、好きなキャラクターとしてハマーン・カーンを挙げた。
- ガンダムシリーズは全作品を視聴しており、NHK BSプレミアムの特別番組「発表!全ガンダム大投票」に出演した際には全ての作品に対する肯的な論評を話数を挙げながら早口で語る姿がネット上で話題になるとともに以前から憧れの声優として名前を挙げていた榊原良子（ハマーン・カーン役）のサプライズ登場に歓喜した[要出典]。
- NHK FM「今日は一日ガンダム三昧」では8時間半にわたる放送で「ハマーン様に忠誠を誓ったジオニスト」という自己紹介でアシスタントを務めた。同番組は放送当日のTwitter世界トレンド1位を獲得した。
- NHK FM「今日は一日ガンダム三昧Z」にリモート出演（新型コロナウィルス流行による緊急事態宣言下のため、NHKアナウンサー以外の出演者は全てリモートでの出演だった）。「神挿入歌」「神エンディング」コーナーを担当した。
- アナウンサー試験を受験したことがあり、テレビ東京ではカメラテスト、ニッポン放送では役員面接まで進んでいた。しかしニッポン放送の面接と文学座の試験が同日に重なったことで、先に文学座の試験を受け、ニッポン放送の試験にも行ったものの大遅刻してしまった。元々本気でアナウンサーを目指していたわけではなかったということで、アナウンサーは不合格になったことで大学卒業と同時に芸能事務所に所属し、舞台女優を目指すことになった[3]。

## 出演

### 雑誌
- 旅行読売臨時増刊号　東京さんぽ（旅行読売出版社、2010年春号） - 表紙
- 旅行読売ムック本『平成百景』（読売新聞、2012年3月号）
- 美しいキモノ（ハースト婦人画報社、2012年春号 - ） - 連載
- 歴史読本（KADOKAWA、2012年 - ） - 「歴史邂逅インタビュー」コーナー連載
- サライ（小学館、2012年 - ） - 隔月連載
- 散歩の達人（交通新聞社、2012年 - ） - 隔月連載
- 歴史REAL vol.6（洋泉社MOOK、2012年3月5日） - 徳川将軍15人特集
- 歴史人（ベストセラーズ、2014年1月号） - 徳川将軍ランキング
- オール讀物（文藝春秋、2014年） - 時代小説特集巻頭グラビア
- 歴史街道（PHP研究所、2014年 - ） - 連載
- ビッグコミックスピリッツ（小学館、2015年 - ） - 『天そぞろ』協力、コラム連載

### テレビ
- 八州廻り桑山十兵衛〜捕物控ぶらり旅（テレビ朝日、2007年） - 女郎：ちせ 役
- さすらい署長 風間昭平 シリーズ7作目「つがる弘前城殺人事件」（テレビ東京、2007年10月31日） - 村岡容子 役
- 森田一義アワー 笑っていいとも!（フジテレビ、2009年8月6日） - 木曜日コーナー「出たいドル!」出演
- やじうまテレビ!（テレビ朝日） - コーナー「旬感ランキング」出演 / コレド室町（2010年8月）、日本橋老舗（2011年2月）編に出演
- 東京サイト（テレビ朝日、2011年4月） - 検定に挑戦編（江戸検受かった人と歩く江戸）
- レディス4（テレビ東京、2012年1月・2012年3月）
- ゴロウ・デラックス（テレビ東京、2012年3月）
- 日本史探求スペシャル ライバルたちの光芒〜宿命の対決が歴史を動かした!〜（BS-TBS）
- 謎解き!江戸のススメ（BS-TBS、2012年10月 - ） - 『ほーりーのお江戸AR記(歩き)』コーナー（番組の最後にある）※レギュラー出演
- クイズ 100人力（NHK総合、2015年3月） - 全国名城対決編（お城超人として）
- 円楽の大江戸なんでも番付（BS朝日、2016年1月 - 3月）
- 週末めとろポリシャン♪（TOKYO MX、2016年7月2日 - 2017年3月24日） - 番組の1コーナー「朝比奈彩の勝手に江戸小町」案内人としてレギュラー出演
- 林先生が驚く初耳学!（MBSテレビ、2016年11月27日） - 「深掘りスペシャリスト」として出演
- 羽鳥慎一モーニングショー（テレビ朝日、2017年1月16日） - 「江戸No.1のビジネスタウン日本橋の秘密」案内人
- 週末ハッピーライフ! お江戸に恋して（TOKYO MX、2017年4月1日 - 2022年3月26日） - 上記『めとろポリシャン』の後継番組、コーナーレギュラーの他スタジオ生出演も含めレギュラー出演
- 全ガンダム大投票(NHK　BSプレミアム、2018年5月5日) -ガンダムシリーズ40周年記念特別番組
- ミステリアス古墳スペシャル(NHK　総合、2020年3月24日 - )
- 江戸モアゼル〜令和で恋、いたしんす。〜 第2話（2021年1月14日、読売テレビ・日本テレビ） - 林恵子 役
- 所さん!事件ですよ（NHK総合、2022年4月28日） - コメンテーターとして出演
- ぐるり東京 江戸散歩（TOKYO MX、2022年4月2日 - ） - 上記『お江戸に恋して』の後継番組

### ラジオ
- DJ日本史（NHKラジオ第1放送、2013年4月1日 - ）※レギュラー出演

2012年5月3日・2012年8月5日・2012年11月23日の3回、「歴史バラエティ DJ日本史」として生放送された時にも出演
- 古坂大魔王 ツギコレ（ニッポン放送、2014年1月18日） - 「ツギコレ・マニアガールズ」江戸文化マニアとして出演
- くにまるジャパン（文化放送）- 〜おもしろ人間国宝〜国宝No.70として出演
- 土屋礼央 レオなるど（ニッポン放送、2016年11月29日） - 15時台コーナー「レオなるど大学」非常勤講師（ゲスト）として出演
- お江戸ルほーりーの歴史茶屋(山口放送他、2018年10月‐2021年3月)※レギュラー出演
- 今日は一日ガンダム三昧(NHKFM、2019年5月2日)
- 今日は一日ガンダム三昧(NHKFM、2020年5月6日)

### 舞台
- 喜劇『耳かきお蝶』（2009年4月11日 - 4月26日、大阪松竹座） - 仲居里江 役
- 歌舞伎ルネッサンス『与話情浮名横櫛』（2009年9月18日 - 9月24日、日本橋劇場） - お針のお岸 役
- 歌舞伎ルネッサンス『加賀見山旧錦絵』（2009年12月5日 - 12月25日、江戸東京博物館 / 浅草公会堂 / シアター1010 / 銀座ブロッサム / みらい座いけぶくろ〈豊島公会堂〉） - 皇女大姫 役[7]
- 2012年夏に藝大ジャズプロジェクトで朗読公演　『The last day　勝海舟が語る幕末の群像』作・主演※勝海舟役
- 2013年 タンバリンプロデューサーズ×LIVEDOGプロデュース「TOKUGAWA15」（2013年3月20日 - 24日、中野ザ・ポケット） - 原作・監修・出演 ※徳川慶喜の生まれ変わり / 余しのぶ 役

### CM
- 釣り具 キャスティング

## 著書
- 『TOKUGAWA15 〜徳川将軍15人の歴史がDEEPにわかる本〜』（2011年9月24日、草思社）ISBN 4-7942-1847-8
- 『UKIYOE17 〜江戸っ子を熱狂させたスター絵師たち〜』（2013年8月28日、中経出版）ISBN 4-8061-4863-6
- 『EDO-100 フカヨミ！広重名所江戸百景』（2013年9月9日、小学館）ISBN 4-0962-6319-2
- 『SHINSENGUMI GRAFFITI 新選組グラフィティ1834-1868』（2015年3月13日、実業之日本社）ISBN 978-4-408-33527-8
- 『江戸はスゴイ』（2016年9月16日、PHP研究所）ISBN 978-4569831916
- 『吉原はスゴイ 江戸文化を育んだ魅惑の遊郭』（2018年4月15日、PHP研究所）ISBN 978-4569837925
- 『歌舞伎はスゴイ　江戸の名優たちと芝居国の歴史』（2019年3月16日、PHP研究所）ISBN 4569831915
- 『胸キュン?!日本史』（2020年3月14日、集英社）ISBN 978-4-08-288103-0

## イベント
- UKIYOEナイト（アミューズミュージアム、2010年‐2019年）※レギュラー出演